# Тибер, Мари-Элен
Мари-Элен Тибер (фр. Marie-Élaine Thibert, р. 18 апреля 1982, Монреаль) — франкоканадская певица.

## Биография
Профессиональную музыкальную карьеру начала с участия в первом сезоне квебекского телевизионного проекта Star Académie зимой 2003 года, исполнив довольно сложную песню La quête из репертуара Жака Бреля. Вышла в финал конкурса, где по итогам зрительского голосования ненамного уступила победителю, Вильфреду Ле-Бутийе.
В марте того же года, благодаря организатору конкурса, Жюли Снайдер, получила возможность познакомиться в Лас-Вегасе со своим поп-идолом — Селин Дион. Через несколько месяцев, на презентации альбома 1 fille & 4 types исполнила дуэтом с Дион песню Жака Бреля Quand on n'a que l'amour.
Вместе с другими участниками Star Académie совершила концертный тур по Квебеку, а затем отправилась во Францию, в Шалон-ан-Шампань, где квебекцы давали представление, и в декабре 2003 участвовала в специальной передаче на France 2.
В 2004 году выпустила дебютный альбом Marie-Élaine Thibert, имевший большой успех у публики. Диск стал трижды платиновым, с 355 000 проданных копий, из которых 66 000 разошлись в первую неделю. Концертное турне по Квебеку также прошло с аншлагом. В 2004 и 2005 годах Мари-Элен Тибер получала премию Феликс как лучшая квебекская певица.
В апреле 2005 диск Marie-Élaine Thibert получил премию Джуно как франкофонный альбом года, а сама певица номинировалась в категории фан-выбор Джуно.
После выступления на фестивале Франкофоли де Монреаль в июле 2005, певица в сентябре начала новое турне по всему Квебеку. Запись концерта 18 февраля 2006 в монреальском Белл-центре была несколько месяцев спустя издана на DVD.
В 2007 году вышел второй альбом певицы, Comme ça, также ставший платиновым. Большой успех имела и его начальная композиция Pour cet amour, выпущенная отдельным синглом.
В следующем году был издан третий альбом, Un jour Noël. Он также получил сертификат платинового, а рождественское концертное выступление было в 2009 году издано на DVD.
В 2011 вышел четвёртый альбом, Je suis, в 2013 — пятый — Cent mille chansons.
В 2012 году в провинциальном шоу-бизнесе немало шума наделала скандальная выходка популярного комика Гийома Вагнера, отпустившего в адрес Тибер грубую остроту, которую СМИ и пользователи соцсетей немедленно растиражировали. Певица сообщила в Фейсбуке, что она и её близкие сильно оскорблены таким хамством. Часть журналистов и публика в интернете выступили в её поддержку, и незадачливому шутнику, опасавшемуся, что встреча с разгневанным женихом певицы может заметно повредить его имидж, пришлось принести своей жертве публичные извинения, сначала в Фейсбуке, затем во время очередного выступления. После того, как в интернете был размещен видеоролик, в котором артистка выливала на голову рассыпавшегося в извинениях комика ведро холодной воды, инцидент был официально признан исчерпанным.
24 ноября 2012 Мари-Элен Тибер с помощью кесарева сечения родила дочь Мари-Феликс от своего давнего партнера, бас-гитариста Реми Мало, за которого в следующем году вышла замуж.

## Дискография

### Студийные альбомы
| Год  | Название             | Сертификация (Канада) | Высшая позиция | Высшая позиция |
| Год  | Название             | Сертификация (Канада) | CAN            |                |
| ---- | -------------------- | --------------------- | -------------- | -------------- |
| 2004 | Marie-Élaine Thibert | 3×Платиновый (2004)   | 1              |                |
| 2007 | Comme ça             | Платиновый (2007)     | 1              |                |
| 2008 | Un jour Noël         | Платиновый (2009)     | 6              |                |
| 2011 | Je suis              | —                     | 5              |                |
| 2013 | Cent mille chansons  | —                     | —              |                |
| 2015 | Mes berceuses        | —                     | —              |                |

## Комментарии
1. ↑  Известный грубиян и скандалист на своем концерте заявил, что «Мари-Элен Тибер такая уродина, что общение с ней стоило бы ввести вместо уплаты налога» (Marie-Élaine Thibert est tellement laide que ça devrait être déductible d’impôt de la fourrer). Поклонники певицы не остались в долгу, назвав Вагнера «бестолковой скотиной» (inutilement vache) (Les univers de Marie-Elaine Thibert et Guillaume Wagner entrent en collision Архивная копия от 11 ноября 2013 на Wayback Machine — La Presse, 22.10.2012)